# Старий Білоус
Стари́й Білоу́с — село в Україні, у Новобілоуській сільській громаді Чернігівського району Чернігівської області. Фактично є західним передмістям Чернігова. До 2018 орган місцевого самоврядування — Старобілоуська сільська рада.
Населення становить 2502 особи. 
У селі розташована ботанічна пам'ятка природи «Дерева садиби П. Г. Березовського».

## Історія
За даними на 1859 рік у казенному, козацькому й власницькому селі Чернігівського повіту Чернігівської губернії мешкало 484 особи (231 чоловічої статі та 253 — жіночої), налічувалось 78 дворових господарств, існувала православна церква.
Станом на 1886 у колишньому державному й власницькому селі Козлянської волості мешкало 1224 особи, налічувалось 218 дворових господарств, існували православна церква, постоялий будинок, 3 вітряних млини.
За переписом 1897 року кількість мешканців зросла до 698 осіб (341 чоловічої статі та 357 — жіночої), з яких всі — православної віри.
12 червня 2020 року, відповідно до розпорядження Кабінету Міністрів України № 730-р від «Про визначення адміністративних центрів та затвердження територій територіальних громад Чернігівської області», село увійшло до складу Новобілоуської сільської громади.
19 липня 2020 року, в результаті адміністративно-територіальної реформи та ліквідації колишнього Чернігівського району, село увійшло до складу новоутвореного Чернігівського району.

## Населення

### Мова
Розподіл населення за рідною мовою за даними перепису 2001 року:
| Мова            | Кількість | Відсоток |
| --------------- | --------- | -------- |
| українська      | 2302      | 92.01%   |
| російська       | 178       | 7.11%    |
| білоруська      | 16        | 0.64%    |
| вірменська      | 5         | 0.20%    |
| інші/не вказали | 1         | 0.04%    |
| Усього          | 2502      | 100%     |

## Галерея

школа
проведення дня безпеки в школі

## Постаті
У селі похований Харитонов Сергій Миколайович (1969—2015) — сержант Збройних сил України, учасник російсько-української війни.